# 마루즈키 다루스만

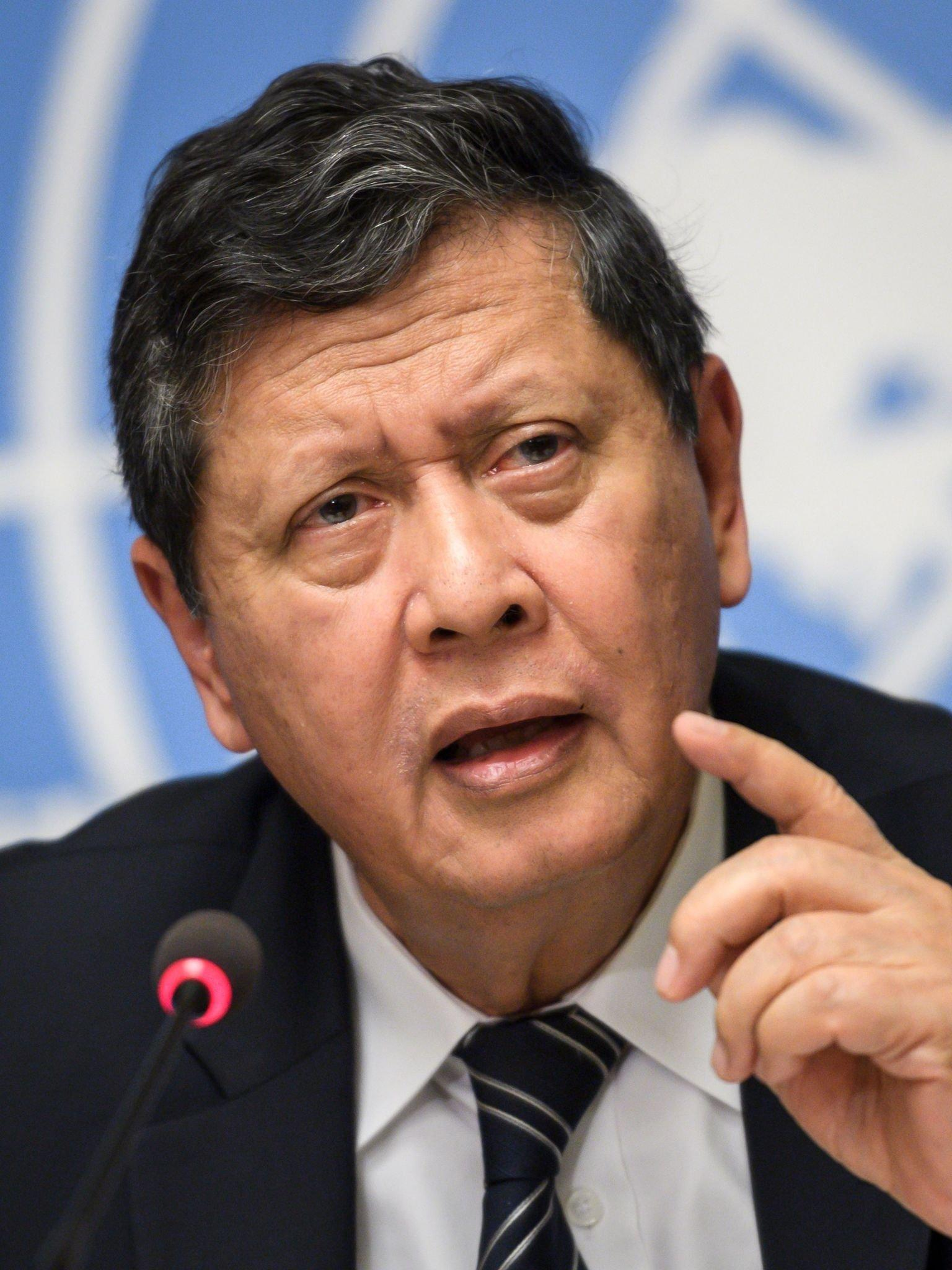
2018년 제네바에서 열린 UN 회의에서 연설하는 Darusman.

마루즈키 다루스만(Marzuki Darusman, 1945년 1월 26일 ~ )은 인도네시아의 변호사, 정치인이다. 1999년부터

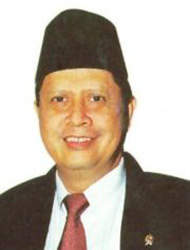
2001년 인도네시아 법무장관으로서의 이미지

2001년까지 인도네시아 검찰총장을 거쳐 현재 유엔 북한인권특별보고관으로 일하고 있다.